# ويد بوغز
ويد بوغز (بالإنجليزية: Wade Boggs) هو لاعب كرة قاعدة أمريكي، ولد في 15 يونيو 1958 في أوماها في الولايات المتحدة.

## وصلات خارجية
- ويد بوغز على موقع دوري كرة القاعدة الرئيسي (الإنجليزية)
- ويد بوغز على موقعبيزبول رفرنس.كوم (الدوري الرئيسي) (الإنجليزية)
- ويد بوغز على موقعبيزبول رفرنس.كوم (الدوري الثانوي) (الإنجليزية)
- ويد بوغز على موقع إي إس بي إن.كوم (أم.أل.بي) (الإنجليزية)
- ويد بوغز على موقع مشجعي الرسوم البيانية (الإنجليزية)
- ويد بوغز على موقع قاعة مشاهير كرة القاعدة (الإنجليزية)
- ويد بوغز على موقع قاعة فلوريدا للمشاهير الرياضية (الإنجليزية)
- ويد بوغز على موقع الموسوعة البريطانية (الإنجليزية)
- ويد بوغز على موقع إن إن دي بي (الإنجليزية)